# Dora and Friends in città
Dora and Friends in città, nota anche come Dora and Friends (Dora and Friends: Into the City!, titolo originale), è una serie animata per bambini prodotta da Nickelodeon Animation Studio. È il seguito di Dora l'esploratrice (2000). 
Il cartone animato è stato trasmesso in onda il 23 agosto 2014 su Nick Jr. e in Italia il 31 gennaio 2015 su Cartoonito dopo la sua prima messa in onda avvenuta su Nick Jr.. 
Un episodio ha anticipato l'arrivo della serie che si chiama Dora's Explorer Girls: Our First Concert ovvero Dora e la squadra di esploratrici - Il primo concerto dove il personaggio di Shakira fa la sua apparizione nell'episodio speciale che è stato trasmesso solo in Nord America il 7 agosto 2011.

## Episodi

#### Prima stagione
1. Il giorno dell'adozione
2. Salviamo la nave pirata
3. Il ballo reale
4. L'anello magico
5. Il ballo
6. La terra della magia
7. Dora salva la terra dell'opera
8. Il teatro delle marionette
9. Il mistero dei cavalli magici
10. Alla ricerca di Mono
11. Una gara fra amici
12. La magica avventura della sirena
13. Il salvataggio della principessa dei cuccioli
14. Salviamo la musica
15. Un magico campeggio
16. Dora nella Terra degli Orologi
17. Dolcetto o scherzetto
18. La leggenda del Drago nella scuola

#### Seconda stagione
1. Il libro di Kate
2. Ritorno alla Giungla Pluviale
3. La ballerina e il Principe dei Troll
4. La comunità del giardino
5. Il compleanno delle noci di cocco
6. Il giorno degli aquiloni
7. Dora e la riunione nella Giungla Pluviale
8. La Principessa e Kate
9. Il torneo della ginnastica di luce
10. Prima il calcio, poi la torta
11. Il violino di Emma
12. Kate in aiuto della marionetta
13. Un uccellino a Playa Verde
14. Alla ricerca della collana
15. Kate e Quackers
16. Festa alla Terra dei Calzini
17. Il food truck di Alana
18. Shivers l'uomo delle nevi
19. Il ponte per Caballee

## Produzione
Il cartone è stato distribuito da Nickelodeon in tutto il mondo all'inizio del 2013.

## Personaggi
- Dora Marquez, protagonista dell'altra serie Dora l'esploratrice, adesso è una bambina di 10 anni amante delle esplorazioni alla quale piace stare con i suoi amici Kate, Emma, Naiya, Alana e Pablo. Vive nella città di Playa Verde anche se è l'amante del ballo, del canto e dei giochi. È doppiata da Fatima Ptacek.
- Kate è una bambina che ha una grande passione per l'arte, per il canto e per la recitazione. È, inoltre, la più brillante della scuola e sa come stare al centro dell'attenzione in modo brillante. È doppiata da Isabela Merced.
- Emma è una bambina che ha una grande passione per la musica ed è la stella della band della scuola ed è anch'essa una suonatrice di tre strumenti musicali come il violino, il pianoforte e la chitarra. È doppiata da Kayta Thomas.
- Naiya è una bambina molto intelligente, amante della matematica, dei libri e delle stelle. È doppiata da Alexandria Suarez.
- Alana è una bambina volontaria presso il centro di adozione cuccioli di Playa Verde, inoltre ha la passione della cucina ed è molto sportiva, perché il suo sport preferito è il calcio. È doppiata da Ashley Earnest.
- Pablo è l'unico bambino maschio tra gli amici di Dora nel programma. È ricco di energia e spensierato. Sempre pronto ad accompagnare la sua amica Dora nelle sue numerose avventure. Ha inoltre una passione per il calcio proprio come Alana. È doppiato da Eduardo Aristizábal (1° voce) e Mateo Lizcano (2° voce).
- Lo Zainetto, come nelle serie precedenti Dora l'esploratrice e Vai Diego, fa la sua nuova apparizione al fianco di Dora.
- La Mappa, conosciuta anche come "Map App", fa la sua apparizione come applicazione nello smartphone di Dora.
- Diego Marquez, co-protagonista delle serie Dora l'esploratrice e Vai Diego è il cugino di Dora apparso in un solo episodio.